# UFC 140
UFC 140: Jones vs. Machida — турнир по смешанным единоборствам, проведённый организацией Ultimate Fighting Championship 10 декабря 2011 года на арене «Эйр Канада-центр» в Торонто, Канада.
В главном бою вечера Джон Джонс во второй раз защитил титул чемпиона UFC в полутяжёлом весе, выиграв технической сдачей у Лиото Мачиды.

## Предыстория
Изначально президент UFC Дэйна Уайт анонсировал, что в главном бою вечера UFC 140 сойдутся Лиото Мачида и Фил Дэвис. Однако через некоторое время ему стало известно о недолеченной травме колена Дэвиса, и он признал, что анонс был сделан преждевременно. В качестве альтернативы сообщалось о бое между Джоном Джонсом и Рашадом Эвансом, но Эванс так же не смог выступить на этом турнире, поскольку тоже не до конца восстановился после травмы. В конце концов было утверждено, что оспаривать принадлежащий Джонсу титул чемпиона UFC в полутяжёлом весе будет Мачида.
Вторым по значимости событием стало противостояние Фрэнка Мира и Антониу Родригу Ногейры. Около трёх лет назад бойцы уже встречались друг с другом, Ногейра тогда владел титулом временного чемпиона UFC в тяжёлом весе, и Миру удалось выиграть тот бой техническим нокаутом — тем самым он нанёс бразильскому бойцу первое в карьере досрочное поражение.
В карде турнира присутствовал и брат-близнец Ногейры, Антониу Рожериу, соперником которого стал Тито Ортис. Они должны были подраться ещё на UFC Fight Night 24 в марте, но Ортис тогда вынужден был отказаться от боя из-за травмы, и его заменил Фил Дэвис. Восстановившись от травмы, Ортис попал в число участников UFC 140, где его соперником изначально являлся Рич Франклин. Франклину потребовалось провести операцию на плече, и организаторы вернулись к первоначальной задумке о бое между Ортисом и Ногейрой.
Соперником Брайана Эберсоула должен был стать Рори Макдональд, но 8 ноября тот снялся с турнира в связи с травмой, и его заменили Клодом Патриком. Патрика подняли в основной кард из прелимов, где его соперником был Рич Аттонито. Аттонито, в свою очередь, остался в прелимах — ему в оппоненты дали новичка организации Джейка Хехта.
Деннис Холлман не смог уложиться в лимит лёгкого веса, показав на взвешивании 158,5 фунта. Его лишили 20 % гонорара в пользу соперника, в то время как их бой с Джоном Макдесси перешёл в промежуточную весовую категорию.

## Результаты
| Категория                            |                         |      |                         | Способ                                        | Раунд | Время | Примечание |
| Основные бои                         |                         |      |                         |                                               |       |       |            |
| Полутяжёлый вес                      | Джон Джонс (ч)          | поб. | Лиото Мачида            | Техническая сдача (гильотина)                 | 2     | 4:26  | [ 10 ]     |
| Тяжёлый вес                          | Фрэнк Мир               | поб. | Антониу Родригу Ногейра | Сдача (кимура)                                | 1     | 3:38  |            |
| Полутяжёлый вес                      | Антониу Рожериу Ногейра | поб. | Тито Ортис              | Технический нокаут (удары кулаками и локтями) | 1     | 3:15  |            |
| Полусредний вес                      | Брайан Эберсоул         | поб. | Клод Патрик             | Раздельное решение (29-28, 28-29, 29-28)      | 3     | 5:00  |            |
| Полулёгкий вес                       | Чон Чхан Сон            | поб. | Марк Хоминик            | Технический нокаут (удары руками)             | 1     | 0:07  |            |
| Предварительные бои (Ion Television) |                         |      |                         |                                               |       |       |            |
| Полутяжёлый вес                      | Игорь Покраяц           | поб. | Кшиштоф Сошиньский      | Нокаут (удары руками)                         | 1     | 0:35  |            |
| Средний вес                          | Костас Филиппу          | поб. | Джаред Хамман           | Нокаут (удары руками)                         | 1     | 3:11  |            |
| Промежуточный вес (71,9 кг)          | Деннис Холлман          | поб. | Джон Макдесси           | Сдача (удушение сзади)                        | 1     | 2:58  |            |
| Легчайший вес                        | Ив Жабуен               | поб. | Уолел Уотсон            | Раздельное решение (28-29, 29-28, 30-27)      | 3     | 5:00  |            |
| Предварительные бои (Facebook)       |                         |      |                         |                                               |       |       |            |
| Лёгкий вес                           | Марк Бочек              | поб. | Ник Ленц                | Единогласное решение (30-27, 30-27, 30-27)    | 3     | 5:00  |            |
| Полусредний вес                      | Джейк Хехт              | поб. | Рич Аттонито            | Технический нокаут (удары локтями и кулаками) | 2     | 1:10  |            |
| Лёгкий вес                           | Джон Чолиш              | поб. | Митч Кларк              | Технический нокаут (удары руками)             | 2     | 4:36  |            |

## Награды
Следующие бойцы были удостоены денежного бонуса в $75,000:
- Бой вечера: Джон Джонс — Лиото Мачида
- Нокаут вечера: Чон Чхан Сон
- Приём вечера: Фрэнк Мир